# 30-и AVN награди
30-а церемония по връчване на AVN наградите е събитие, на което списание „AVN“ представя своите годишни AVN награди в чест на най-добрите порнографски филми, изпълнители и продукти за възрастни за 2012 г. в САЩ.
Церемонията се състои на 19 януари 2013 г. в Лас Вегас, САЩ. Водещи на шоуто по връчване на наградите са порнографските актриси Джеси Джейн и Аса Акира и комедийната актриса Ейприл Мейси, а домакини на церемонията са Алексис Тексас, Шанел Престън, Кърстен Прайс, Мисти Стоун и Евън Стоун.
„Пустош“ е избран за филм на годината, като печели също категорията за най-добра драма и още шест други награди, включително и носи наградите за режисура на Греъм Травис и за най-добра актриса на Лили Картър.
С наградата за изпълнителка на годината е удостоена Аса Акира, а Реми Лакроа получава приза за най-добра нова звезда.
По случай 30-годишнината на наградите всички победители получават нови преработени трофеи, изобразяващи преплетена двойка.

## Носители на награди

### Индивидуални награди – жени
| Категория                             | Носителка                | Номинирани |
| ------------------------------------- | ------------------------ | --- |
| Изпълнителка на годината              |                          | Боби Стар Лекси Бел Дейна Диармонд Грейси Глам Джеси Андрюс Али Хейз Лили Картър Скин Даймънд Кейдън Крос Лили Лейбоу Шанел Престън Кристина Роуз Анди Сан Димас Мисти Стоун Алексис Тексас Бруклин Лий Ева Анджелина Саманта Сейнт Джейда Стивънс |
| Най-добра нова звезда                 |                          | Аника Албрайт Дани Даниълс Адриана Луна Мелина Мейсън Райли Рийд Джеси Роджърс Бони Ротън Сири Карина Уайт Кристи Стивънс Стиви Шеи Касандра Никс Кендъл Карсън Мади О'Райли Ана Фокс |
| Най-добра актриса                     |                          | Алектра Блу – Следващата петък вечер Боби Стар – Истината за О Шанел Престън – Ромео и Жулиета: Дриймзоун пародия Наташа Найс – Любовта е опасна игра Анди Сан Димас – Кафе Амор Ниоми Бенкс – Тренировъчен ден Индия Съмър – Завършването ХХХ: Пол Томас пародия Кейлани Лей – Грабване Бруклин Лий – Ворасиус: първи сезон Реми Лакроа – Торн Лили Лейбоу – Пустош Али Хейз – Междузвездни войни: порнопародия Пресли Харт – Дневникът на любовта Грейси Глам – Щастливи завършеци |
| Най-добра поддържаща актриса          |                          | Рейлин – Торн Боби Стар – Далас ХХХ: пародия Шанел Престън – Долината Тори Блек – Официална пародия на Последния ергенски запой Анди Сан Димас – Общи съпруги Мисти Стоун – Мъже в черно: хардкор пародия Индия Съмър – Торн Кимбърли Кейн – Официална пародия на Последния ергенски запой Лея Лексис – Ворасиус: първи сезон Девън Лий – Спартакус MMXII: началото Грейси Глам – Спартакус MMXII: началото                                                                          |
| Чуждестранна изпълнителка на годината | Алеска Даймънд · Унгария | Ализ Унгария · Клеър Кастел Франция · Блек Анджелика Румъния · Карла Кокс Чехия · Аниса Кейт Франция · Джена Ловли Чехия · Франциска Хаймес Колумбия · Лаура Кристал Чехия · Ивана Шугар Украйна · Анна Полина Франция · Джеси Волт Франция · Пейдж Търна Великобритания · Алета Оушън Унгария · Тара Уайт Чехия |
| MILF изпълнителка на годината         |                          | Ейва Адамс Франческа Ли Финикс Мари Лиса Ан Вероника Авлъв Рейлин Таня Тейт Нина Хартли Кели Мадисън Бранди Лов Дюксма Ванила Дивайл Магдалена Ст. Майкълс Индия Съмър |
| Невъзпята звезда на годината          |                          | Ашли Файърс Бриан Бенсън Кортни Кейн Тия Киръс Саманта Риан Алиса Бренч Дани Дженсън Ники Секс Джеси Лий Ейдън Стар |

### Други индивидуални награди
| Категория                             | Носител     |
| ------------------------------------- | ----------- |
| Режисьор на годината                  | Аксел Браун |
| Мейнстрийм зведа на годината          | Съни Леоне  |
| Транссексуален изпълнител на годината | Ванити      |

### Награди за изпълнение на сцени
| Категория                                         | Носители                                                                    |
| ------------------------------------------------- | --------------------------------------------------------------------------- |
| Най-добра соло секс сцена                         | Джоана Ейнджъл – „Джоана Ейнджъл: мръсна курва“                             |
| Най-добра секс сцена момиче/момче                 | Алексис Форд и Начо Видал – Тъмната страна на Алексис Форд                  |
| Най-добра сцена с орален секс                     | Лекси Бел – „Масивно върху лицето 4“                                        |
| Най-добра сцена с анален секс                     | Бруклин Лий и Мануел Ферара – „Маслено претоварване 7“                      |
| Най-добра секс сцена с двойно проникване          | Аса Акира, Рамон Номар и Мик Блу – „Аса Акира е ненаситна 3“                |
| Най-добра секс сцена момиче/момиче                | Дани Даниълс и Син Сейдж – „Дани Даниелс предизвиква“                       |
| Най-добра секс сцена с тройка момиче/момче/момче  | Лекси Бел, Мик Блу и Рамон Номар – „Лекси“                                  |
| Най-добра секс сцена с тройка момиче/момиче/момче | Аса Акира, Бруклин Лий и Джеймс Дийн – „Аса Акира е ненаситна 3“            |
| Най-добра сцена с групов секс                     | Аса Акира, Ерик Евърхард, Рамон Номар и Мик Блу – „Аса Акира е ненаситна 3“ |
| Най-добра сцена с групов секс само с момичета     | Бруклин Лий, Саманта Бентли и Рут Медина – „Бруклин Лий: нимфоманиячка“     |
| Най-добра POV секс сцена                          | Аса Акира и Джулс Джордан – „Аса Акира до краен предел“                     |
| Най-жестока секс сцена                            | Бруклин Лий и Роко Сифреди – „Ненаситна: първият сезон“                     |
| Най-добра секс сцена в чуждестранна продукция     | Биби Ноел, Мира и Роко Сифреди – „Ализ обича Роко“                          |

### Награди на феновете
- Любимо тяло: Райли Стийл
- Туитър кралица: Ейприл О'Нийл
- Любима порнозвезда: Райли Стийл
- Най-добър безплатен уебсайт: pornhub.com

## Зала на славата
- Актьори: Ванеса Блу, Мери Кери, Джеси Джейн, Шай Лов, Кейти Морган, Ребека Лорд, Ванити, Ана Мейл, Ашли Блу, Канди Барбур